# مستودون
مستودون (به انگلیسی: Mastodon) یک گروه هوی متال آمریکایی از شهر آتلانتا ایالت جورجیا است که در سال ۲۰۰۰ آغاز به کار کرد.
در سال ۲۰۱۸ نامزد بهترین آلبوم و برنده بهترین اجرای متال از سوی گرمی آواردز شد.

## اعضا

### اعضای کنونی
- تروی سندرز: خواننده، بیس (۲۰۰۰ تا کنون)
- برنت هایندز: گیتار، خواننده (۲۰۰۰ تا کنون)
- بیل کلیهر: گیتار، همخوان (۲۰۰۰ تا کنون)
- برن دیلور: درام، خواننده (۲۰۰۰ تا کنون)

### اعضای پیشین
- اریک سنر: خواننده اصلی  (۲۰۰۰)